# Luperosaurus macgregori
Luperosaurus macgregori — вид геконоподібних ящірок родини геконових (Gekkonidae). Ендемік Філіппін.

## Поширення і екологія
Luperosaurus macgregori є ендеміками островів Бабуян, розташованих на крайній півночі Філіппінського архіпелагу. Вони живуть у вологих тропічних лісах, на висоті до 50 м над рівнем моря. Ведуть деревний спосіб життя.

## Збереження
МСОП класифікує стан збереження цього виду як близький до загрозливого. Luperosaurus macgregori є досить поширеним видом плазунів в межах свого ареалу. Це досить поширений вид в межах свого ареалу.